# Amblypodia sostrata
Amblypodia sostrata är en fjärilsart som beskrevs av Hans Fruhstorfer 1914. Amblypodia sostrata ingår i släktet Amblypodia och familjen juvelvingar. Inga underarter finns listade i Catalogue of Life.